# 中国人民解放军陆军参谋部
中国人民解放军陆军参谋部，位于北京市，是中国人民解放军陆军机关职能部门。

## 沿革
2015年12月，在深化国防和军队改革中，组建中国人民解放军陆军领导机构。中国人民解放军陆军设中国人民解放军陆军参谋部。首任参谋长为刘振立。

## 机构设置
- 作战局[3][4]
- 训练局[4]
- 兵种局[5]
- 航空兵局[6]
- 部队管理局[4]
- 规划和编制局[4]
- 直属工作局[7]

……

## 历任领导
中国人民解放军陆军参谋长
1. 刘振立中将（2016年—2021年）[8][2]
2. 黄铭中将（2021年—2023年1月）
3. 李中林中将（2023年2月—2025年7月）
4. 蔡志军中将（2025年7月—）[9][10]

中国人民解放军陆军副参谋长
- 张明才少将（2016年—）[11]
- 袁继昌少将（2016年—）[11]
- 祝庆生少将（2016年—）[11]

中国人民解放军陆军参谋长助理
- 韩强大校（2016年—2018年）[12]
- 鲁传刚大校（2016年—2020年）[3]